# Список потерь Ми-8 и его модификаций (1984 год)
Список потерянных Ми-8 всех модификаций (включая Ми-9, -14, -17, -18, -19, -171 и -172) составлен по данным из открытых источников и учитывает только авиационные происшествия или воздействие внешних сил, приведшие к утрате вертолёта или его списанию вследствие полученных повреждений.
Список не полный и не окончательный.

## Список аварий и катастроф
Зелёным цветом выделены потери при применении в вооружённых конфликтах, в том числе в контртеррористических операциях.
| № п/п | Дата     | Модификация / Бортовой номер | Место                                     | Жертвы / На борту | Краткое описание |
| ----- | -------- | ---------------------------- | ----------------------------------------- | ----------------- | --- |
| 1     | 1 янв.   | Ми-8 н.д.                    | Туркменская ССР, севернее Келифа          | 3/3               | Вертолёт 17-го оап погранвойск СССР. Потерпел катастрофу при перелёте по маршруту Термез → Керки. Причина происшествия не установлена. |
| 2     | 1 янв.   | Ми-8 СССР-25346              | Магаданская область, близ Эвенска         | 8/8               | По плану вертолёт должен был вылететь на поиски пропавшего охотника, экипаж и пассажиры находились в состоянии алкогольного опьянения. В полёте экипаж произвёл незаконный отстрел лося и, снизившись до опасной высоты, машина задела рулевым винтом землю. Потерявший управление вертолёт пролетев около 200 метров упал на землю и загорелся, 2 члена экипажа и пассажиры скончались на месте, КВС умер в больнице. |
| 3     | 2 апр.   | Ми-8 н.д.                    | близ Лашкаргаха                           | 15/15             | Вертолёт 280-го овп. Столкнулся со склоном холма, разрушился и сгорел, погибли три члена экипажа и 12 десантников. |
| 4     | 12 мая   | Ми-8МТ н.д.                  | Баграм                                    | 0+2/3             | Вертолёт 50-го осап. Из-за ошибки руководства полётами взлетающий МиГ-21УМ ВВС ДРА зацепил стойками шасси основной винт находящегося на ВПП Ми-8МТ. Экипаж самолёта погиб, вертолёт сгорел. |
| 5     | 23 июня  | Ми-8МТ н.д.                  | перевал Саланг                            | н.д./н.д.         | Вертолёт 339-й осаэ. Экипаж в составе командира капитана Владимира Зеленова, лётчика-штурмана ст. лейтенанта Александра Нагибнева и борттехника ст. лейтенанта Сергея Смирнова вылетел на облёт местности с высшими чинами армии Афганистана на борту. В полёте машина была поражена огнём с земли, экипаж пошёл на вынужденную посадку. В результате пожара на борту погибли лётчик-штурман и борттехник. |
| 6     | 2 июля   | Ми-8 н.д.                    | н.д.                                      | 1/н.д.            | Вертолёт 280-го овп. Сбит огнём с земли во время проведения воздушной разведки, погиб лётчик-штурман лейтенант В. Захаров. |
| 7     | 12 июля  | Ми-8 СССР-22214              | Якутская АССР, аэропорт Айхала            | 0/3               | Грубая ошибка экипажа при посадке, вертолёт разрушился и сгорел. |
| 8     | 6 авг.   | Ми-8 н.д.                    | близ Талукана                             | 3/3               | Вертолёт 17-го оап погранвойск СССР. Экипаж в составе командира капитана М. Капустина, лётчика-штурмана ст. лейтенанта В. Борисова и борттехника ст. лейтенанта Г. Дикмарова осуществлял доставку боеприпасов. После выгрузки при взлёте в районе Талукана был сбит из РПГ. Вертолёт разрушился в воздухе, экипаж погиб. |
| 9     | 27 авг.  | Ми-8МТ н.д.                  | 40 км юго-западнее Кабула                 | 7/9               | Вертолёт 50-го осап. При заходе на посадку для высадки десанта был сбит из ДШК. Погиб экипаж и 4 пассажира. Спаслись два десантника, выпавшие из вертолёта через открывшиеся от удара грузовые створки. |
| 10    | 28 авг.  | Ми-8 н.д.                    | департамент Матагальпа                    | 3/3               | Вертолёт ВВС Никарагуа. Сразу после взлёта произошёл отказ одного из двигателей, в результате потери мощности машина просела и столкнулась с проводами ЛЭП. После падения возник пожар, в котором погиб экипаж. |
| 11    | 30 авг.  | Ми-8Т н.д.                   | провинция Бие                             | 7/8               | Вертолёт ВВС Анголы. Из-за технической неисправности (вероятно отказ гидросистемы) экипаж потерял управление, машина снизилась и столкнулась с деревьями. В катастрофе выжил лётчик-штурман. |
| 12    | 19 сент. | Ми-8МТ 44                    | близ озера Суруби                         | 13/13             | Вертолёт 335-го обвп. Экипаж осуществлял перевозку досмотровой группы из 10 десантников. В районе озера Суруби машина была обстреляна из ДШК, в результате полученных повреждений разрушился рулевой винт. При выполнении аварийной посадки вертолёт разбился, все находящиеся на борту погибли. |
| 13    | 23 сент. | Ми-8МТ н.д.                  | провинция Логар                           | 3/3               | Пара вертолётов 50-го осап выполняла эвакуацию раненых. Ведущий сел на землю, а ведомый прикрывал его с воздуха где был подбит огнём с земли. Машина загорелась и упала, экипаж погиб. |
| 14    | 25 сент. | Ми-8МТ н.д.                  | близ Гардеза                              | 1/н.д.            | Вертолёт 335-го обвп. Во время операции по высадке десанта был подбит огнём с земли. При выполнении вынужденной посадки машина неожиданно потеряла управление и столкнулась с землёй, погиб командир капитан А. А. Феденко. |
| 15    | 6 окт.   | Ми-8 СССР-25733              | Чукотский АО, близ Кепервеем              | 3/3               | Вертолёт столкнулся с горой из-за потери экипажем пространственной ориентации в условиях плохой видимости (снежный заряд). |
| 16    | 6 окт.   | Ми-8 СССР-22327              | ЯНАО, Тазовский район, Тадебяяха          | 1/4               | Во время посадки опрокинулся на бок, разрушился и сгорел, погиб пассажир. |
| 17    | 10 окт.  | Ми-8МТ н.д.                  | провинция Логар, Бараки Барак             | 2/4               | Вертолёт 50-го осап. При наборе высоты машина свалилась в штопор. Командир экипажа капитан В. М. Лебедев и лётчик-штурман ст. лейтенант В. А. Ермохин покинули борт на парашютах, а борттехник прапорщик А. А. Доманский и находившийся на борту военный журналист майор В. В. Глезденёв средствами спасения не воспользовались и погибли. |
| 18    | 16 окт.  | Ми-8Т 16                     | провинция Баглан                          | 3/10              | Вертолёт 254-й овэ. При снижении для высадки десанта был сбит огнём из стрелкового оружия с земли. Погибли экипаж и 10 десантников. |
| 19    | 18 окт.  | Ми-8МТ н.д.                  | н.д.                                      | 3/3               | Вертолёт 302-й овэ. Подбит огнём с земли и взорвался в воздухе. Экипаж погиб. |
| 20    | 17 нояб. | Ми-8Т СССР-22321             | Ямало-Ненецкий АО, Ямальский район, Сёяха | 15/15             | После взлёта ночью на 45 секунде полёта по неустановленной причине, вертолёт потерял управление. С возрастающими правым креном и отрицательным тангажом машина вошла во вращение по спирали с нарастающей скоростью и быстрой потерей высоты. Затем вертолёт столкнулся с землей и разрушился. |
| 21    | 19 нояб. | Ми-8МТ 99                    | район хребта Сиахкох                      | 3/3               | Вертолёт 335-го обвп. Майор А. Малышев утром этого же дня был подбит в начале десантной операции у гор Сиахкох, где его вертолёт получил повреждения обоих двигателей огнём с земли. После вынужденной посадки экипаж А. Малышева был эвакуирован на аэродром базирования в Джелалабад где, из-за нехватки лётного состава, ему пришлось пересесть на другую машину и продолжить обеспечение десантной операции. После высадки десанта в районе боевых действий, на взлёте, машина попала под огонь из ДШК, был поражён правый двигатель, повреждена гидросистема. Экипаж попытался дотянуть до базы, но в полёте отказала основная гидросистема. При выполнении аварийной посадки отказала и аварийная гидросистема, вертолёт перевернулся и, упав на землю, взорвался. Экипаж погиб. |
| 22    | 19 нояб. | Ми-8МТ н.д.                  | район хребта Сиахкох                      | 0/н.д.            | Вертолёт 50-го осап. Подбит огнём с земли во время доставки десанта, после аварийной посадки экипаж и пассажиры эвакуировались. |
| 23    | 19 нояб. | Ми-8МТ н.д.                  | район хребта Сиахкох                      | 1/н.д.            | Вертолёт 50-го осап. Во момент высадки десанта машина была обстреляна огнём с земли, смертельное ранение получил командир капитан В. Курилов. Управление успел перехватить лётчик-штурман лейтенант А. Куколев, который произвёл аварийную посадку, после чего все покинули вертолёт и заняв оборону отражали атаки противника. Ночью спасшимся с вертолёта удалось пробраться к своим и соединиться с основными силами десанта. |
| 24    | 21 нояб. | Ми-8 н.д.                    | департамент Хинотега                      | 10/11             | Вертолёт ВВС Никарагуа при полёте над гористой местностью в сложных метеоусловиях столкнулся с землёй и разрушился. |